# Hohn (Szlezwik-Holsztyn)
Hohn – miejscowość i gmina w Niemczech, w kraju związkowym Szlezwik-Holsztyn, w powiecie Rendsburg-Eckernförde, siedziba urzędu Hohner Harde.